# Georges Limage
Georges Limage, né le 25 octobre 1868 et décédé le 28 avril 1945 fut un homme politique catholique belge.
Limage fut ingénieur agronome et agriculteur. 
Il fut élu conseiller communal (1921) à Wanze et coopté sénateur (1921-45).

## Sources
- Bio sur ODIS